# کیم هه جا
کیم هه جا (انگلیسی: Kim Hye-ja؛ زادهٔ ۲۵ اکتبر ۱۹۴۱) یک هنرپیشه اهل کره جنوبی است. از فیلم‌ها یا برنامه‌های تلویزیونی که وی در آن نقش داشته است می‌توان به مادر و نور چشمانت اشاره کرد.